# Johann Felix Jacob Dalp
Johann Felix Jacob Dalp (* um 1793 wahrscheinlich in Chur; † 25. August 1851 in Bern) war ein Schweizer Verleger.

## Leben und Wirken
Dalp war von 1813 bis 1825 buchhändlerisch tätig in Gießen. Von 1826 bis 1831 war er „Geschäftsführer der Heyer’schen Hofbuchhandlung in Darmstadt“. Von 1828 bis 1839 „erschien in seinem Verlag in Chur das von Gustav Schwab herausgegebene dreibändige Werk Die Schweiz in ihren Ritterburgen und Bergschlössern“. 1831 gründete Dalp „eine Sortiments- und Verlagsbuchhandlung“ in Bern, die bis 1851 gegen achtzig Werke aus „verschiedenen Sachgebieten“ herausgab (vor allem pädagogische und wissenschaftliche Literatur). Nach Dalps „Tod wurde sie von Karl Schmid und dann von Alexander Francke weitergeführt“. Dalp „unterhielt Geschäftsbeziehungen zu allen wichtigeren Buchhandlungen (und Verlagen) des deutschsprachigen Raums einschliesslich des Königreichs Ungarn“.